# Ткаченко, Герман Владимирович
Герман Владимирович Ткаченко (род. 22 июля 1970, Донецк, Украинская ССР, СССР) — спортивный топ-менеджер, футбольный агент, политический деятель.

## Биография
В 1992 году окончил Горловский государственный педагогический институт иностранных языков, в котором работал преподавателем английского языка.
В 1995—1997 годах — ведущий специалист по внешнеэкономической деятельности компании «Укруглегеология».
В 1997—2000 годах — вице-президент, директор департамента внешних связей инвестиционно-промышленной группы «Сибирский алюминий» («Сибал»).
В 2000—2005 годах — председатель наблюдательного совета ОАО «Николаевский глиноземный завод» (Украина).
В 1999−2005 годах — президент самарского футбольного клуба «Крылья Советов». При нём в 2004 году клуб добился лучшего в своей истории результата в чемпионате России, став бронзовым призёром. В апреле 2005 года покинул должность президента «Крыльев Советов», попавших в трудное финансовое положение.
С февраля 2000 года — руководитель представительства «Сибирского алюминия» на Украине, затем — президент, генеральный директор ООО «Украинский алюминий» (г. Киев).
С июня 2000 года — председатель наблюдательного совета ОАО «Николаевский глиноземный завод» (Украина).
В 2001−2005 годах — сенатор Совета Федерации от Самарской области, член комитета по промышленной политике, член Комиссии по естественным монополиям, член Комиссии по делам молодежи и спорту.
С 2005 года — президент консалтинговой компании в области футбольного менеджмента ProSports Management. Футбольный агент.
В ноябре 2007 года вернулся в ФК «Крылья Советов» в статусе члена совета директоров. В этом качестве инициировал приглашение на должность главного тренера клуба Леонида Слуцкого, а также содействовал формированию состава команды. В мае 2008 года был освобождён от занимаемой должности в совете директоров, по сообщению сайта «Крыльев Советов», за «невыполнение им решений совета директоров».
В 2011 году вошёл в руководство футбольного клуба «Анжи» после приобретения его миллиардером Сулейманом Керимовым. Входил в совет директоров клуба. Курировал селекционную политику клуба, в частности приглашение звёздных новичков Роберто Карлоса и Сэмюэля Это’о. Покинул «Анжи» вскоре после продажи клуба Керимовым в декабре 2016 года.
В марте 2020 — феврале 2021 года являлся одним из владельцев Sports.ru.
Был женат (супруга Ярослава) с 1992 по 2012 год, детей нет.